# Juan Mena
Juan Mena (Adra 1945 - ) músic polifacètic i cantant andalús que ha desenvolupat la seva carrera artística a Catalunya. Actualment centra la seva activitat artística com a saxofonista i cantant de boleros amb els seus propis arranjaments.

## Biografia
Juan José Mena González, conegut artísticament com a Juan Mena va néixer el 15 de desembre de 1945 a Adra (Almería).  

#### Primers anys
Va fer els primers estudis musicals a Adra i només amb 11 anys es va integrar a la Banda Municipal on tocava el requint i el clarinet. Va estudiar a l’Escola de Formació Professional d’Almeria. Molt aviat es va incorporar a grups musicals locals com l’Orquestra Tropical on amb el saxo alt interpretava peces com “Er Mundo” i “Canto a Adra”del compositor i cantaor Antonio Ranchal y Alvarez de Sotomayor.  
L'any 1964, després d'una estada a Barcelona, va muntar a Almeria un grup de pop amb el nom de Los Stukas. El grup va tenir molt èxit i va participar en la pel·lícula de l'any 1966 Amor a la española dirigida per Fernando Merino i amb Alfredo Landa, Manolo Gómez Bur i José Luis López Vázquez, entre altres protagonistes.

#### Barcelona
A principis dels 70 procedent de Madrid es va establir a Barcelona, com a saxofonista de la banda d’ Eddie Lee Mattison. En la seva etapa de Madrid va ser component de grups com “Los Flames (Stukas)”, “Los Continentales” guanyadors el 1967 del concurs conjunts de León, l’orquestra de Jani Ales i director musical en la orquestra del cantant anglès Paul King.
A Barcelona va actuar amb conjunts com Màquina, i La Trinca i especialment amb l’Orquestra de Frank Dubé amb qui el 1974 va produir l’album “Proyecto B”. Després de passar temporades a Eivissa i a les Canàries va tornar a Barcelona el 1978 on va conèixer a músics sud-americans i va crear un conjunt amb els músics Vicente Serrano , Antonio Carvajal, Ramón Morales i José Comas per acompanyar a la cantant Teresa Guerra.

#### Saxofonista i músic polifacètic
El 1986 va obtenir el títol de professor de saxofon al Conservatori del Liceu. A part del saxofon toca el clarinet, la guitarra y la flauta i ha destacat com a cantant de boleros. Com a saxofonista a acompanyat a un gran nombre de cantants com Los Rivero, Moncho, Conchita Bautista, Carmen Flores, Los 3 Sudamericanos, Teresa Guerra, Antonio Machín, Jorge Sepúlveda, Juanito Segarra, Bonet de San Pedro, Ramón Calduch, Rudy Ventura o Josép Guardiola entre d'altres. També ha participat en la creació i direcció de nombroses orquestres i conjunts musicalson cal destacar a part del grup inicial Los Stukas, a Màquina! d’Enric Herrera i Jordi Batista, Los Continentales, Eddie Lee Mattison, Frank Dubé, Iceberg, Orquesta Metropol (1982-1995), Orquesta Gran Palace (1996- 2015), Orquesta Perez Prado, i Passiones (2008- 2018) amb Tony Palacin.

#### La Voz Senior
El 2019 va participar en el programa televisiu d’Antena 3, La Voz Senior. En la fase “Audiciones a ciegas” va cantar, acompanyat pel seu saxofon, el tema “Como fué” de Benny Moré. En la fase “Asaltos” on va tenir de “coach” a José Mercé, va quedar semifinalista interpretant la cançó “Envidia” d’Antonio Machín. En la semifinal va obtenir un lloc com a finalista, interpretant una altra cançó de Machín, “Tengo una debilidad” i va entrar a formar part de l’equip del cantant Antonio Orozco. En la “Gran Final” va cantar “Devuélme la vida”acompanyat del seu coach i “De tus ojos” amb Vanesa Martín i la guanyadora de la final Helena Bianco.

## Discografia
Juan Mena te una amplia discografia que ha publicat per discogràfiques com RCA, Edi-Vox, Edi-Master, Transdisc Music, Mediterraneo Music. La seva música es pot trobar a Appel Music, Spotify, a Youtube i també a Tik Tok.